# 余熂
余熂（？—1385年），字茂本，南直隶昆山人。元末明初政治人物。
早年跟随殷奎、陈潜夫学习。洪武十年，以明经试入太学，授承敕郎。洪武十五年进通政司参议，转奉议大夫，试左通政。洪武十七年，拜吏部尚书。次年，国子监助教金文徵畏惧国子监祭酒宋讷，遂说服余熂命宋讷致仕归乡。宋讷在向明太祖朱元璋辞行时，被朱元璋追问发现，并将余熂与金文徵逮捕入狱，并判死罪处斩。